# 美濃市立美濃中学校
美濃市立美濃中学校（みのしりつみのちゅうがっこう）は、岐阜県美濃市にある公立中学校。

## 沿革
美濃中学校は、2012年に従来の美濃中学校と美濃北中学校を統合・再編し、新設された中学校である。ここでは統合前の美濃中学校を美濃中学校〈旧〉として記述する。
- 1947年（昭和22年）
  - 4月 - 武儀郡美濃町に美濃町立美濃中学校〈旧〉が開校。美濃小学校の校舎と武義中学校の校舎を仮校舎とする。
  - 5月 - 開校式を行う。
- 1948年（昭和23年） - 新築移転。
- 1954年（昭和29年）4月1日 - 美濃町、洲原村、下牧村、上牧村、大矢田村、藍見村、中有知村が合併し、美濃市が発足。同時に美濃市立美濃中学校〈旧〉に改称する。
- 1958年（昭和33年）
  - 4月1日 - 中有知中学校を統合[注釈 1][注釈 2]。美濃市立美濃第一中学校に改称する。
  - 　5月 - 現在地に新築移転。
- 1959年（昭和34年）7月 - 校舎を増築。
- 1955年（昭和35年）
  - 4月 - 洲原中学校を統合する。
  - 5月 - 校舎を増築する。
- 1967年（昭和42年）4月 - 美濃市立美濃中学校〈旧〉に改称する。
- 1991年（平成3年） - 現在の体育館が完成する。
- 1998年（平成10年） - 新校舎（現在の南舎）が完成する。
- 1999年（平成11年） - 新校舎（現在の北舎）が完成する。
- 2012年（平成24年）4月 - 美濃中学校〈旧〉と美濃北中学校を統合し、新たに美濃市立美濃中学校として開校。

## 通学区域[1]
- 美濃市1～4007番地[注釈 3]
- 曽代
- 前野
- 安毛
- 富野
- 中央1丁目、2丁目、3丁目、4丁目、5丁目、6丁目、7丁目、8丁目、9丁目、10丁目
- 保木脇
- 下河和
- 上河和
- 須原
- 立花
- 長瀬
- 片知
- 蕨生
- 神洞
- 上野
- 乙狩
- 御手洗
- 小倉
- 松森
- 松栄町
- 松倉台
- 生櫛
- 志摩
- さくらヶ丘

## 進学前小学校
- 美濃小学校
- 中有知小学校
- 牧谷小学校

## 交通アクセス
- 長良川鉄道越美南線美濃市駅下車徒歩約5分。

## 統合計画
- 少子化が急速に進んでいることもあり、昭和中学校と美濃中学校を統合する計画である。2025年時点では2030年4月までの統合を目指している[2]。